# Eiskunstlauf-Weltmeisterschaften 2017
Die 107. Eiskunstlauf-Weltmeisterschaften fanden vom 27. März bis zum 2. April 2017 in der Hartwall Arena in der finnischen Hauptstadt Helsinki statt. Die Internationale Eislaufunion hatte die Vergabe der Titelkämpfe im Juni 2014 bekannt gegeben. Helsinki war nach 1914, 1934, 1983 und 1999 zum fünften Mal Ausrichter der Eiskunstlauf-Weltmeisterschaften.

## Startplätze
Folgenden Ländern standen auf Grundlage der Vorjahresergebnisse  mehrere Startplätze für die Weltmeisterschaften 2017 zu.
| Startplätze | Herren                                                                    | Damen                             | Paare                                                                 | Eistanz                                 |
| ----------- | ------------------------------------------------------------------------- | --------------------------------- | --------------------------------------------------------------------- | --------------------------------------- |
| 3           | Japan                                                                     | Russland Vereinigte Staaten Japan | Kanada Russland                                                       | Frankreich Vereinigte Staaten Kanada    |
| 2           | Spanien Volksrepublik China Russland Kanada Vereinigte Staaten Tschechien | Kanada Volksrepublik China        | Volksrepublik China Deutschland Vereinigte Staaten Frankreich Italien | Italien Vereinigtes Königreich Russland |

## Bilanz

### Medaillenspiegel
| Platz | Land                | Gold | Silber | Bronze | Gesamt |
| ----- | ------------------- | ---- | ------ | ------ | ------ |
| 1     | Kanada              | 1    | 1      | 1      | 3      |
| 2     | Japan               | 1    | 1      | –      | 2      |
| 3     | Russland            | 1    | –      | 1      | 2      |
| 3     | Volksrepublik China | 1    | –      | 1      | 2      |
| 5     | Deutschland         | –    | 1      | –      | 1      |
| 5     | Frankreich          | –    | 1      | –      | 1      |
| 7     | Vereinigte Staaten  | –    | –      | 1      | 1      |

### Medaillengewinner
| Konkurrenz | Gold                      | Silber                                  | Bronze                                 |
| ---------- | ------------------------- | --------------------------------------- | -------------------------------------- |
| Herren     | Yuzuru Hanyū              | Shōma Uno                               | Jin Boyang                             |
| Damen      | Jewgenija Medwedewa       | Kaetlyn Osmond                          | Gabrielle Daleman                      |
| Paare      | Sui Wenjing / Han Cong    | Aljona Savchenko / Bruno Massot         | Jewgenija Tarassowa / Wladimir Morosow |
| Eistanz    | Tessa Virtue / Scott Moir | Gabriella Papadakis / Guillaume Cizeron | Maia Shibutani / Alex Shibutani        |

## Ergebnisse
- K = Kür
- KP = Kurzprogramm
- KT = Kurztanz
- Pkt. = Punkte

### Herren
| Platz                          | Sportler                   | Land                   | Pkt.   | KP | KP     | K  | K      |
| ------------------------------ | -------------------------- | ---------------------- | ------ | -- | ------ | -- | ------ |
| 1                              | Yuzuru Hanyū               | Japan                  | 321,59 | 5  | 098,39 | 1  | 223,20 |
| 2                              | Shōma Uno                  | Japan                  | 319,31 | 2  | 104,86 | 2  | 214,45 |
| 3                              | Jin Boyang                 | Volksrepublik China    | 303,58 | 4  | 098,64 | 3  | 204,94 |
| 4                              | Javier Fernández           | Spanien                | 301,19 | 1  | 109,05 | 6  | 192,14 |
| 5                              | Patrick Chan               | Kanada                 | 295,16 | 3  | 102,13 | 5  | 193,03 |
| 6                              | Nathan Chen                | Vereinigte Staaten     | 290,72 | 6  | 097,33 | 4  | 193,39 |
| 7                              | Jason Brown                | Vereinigte Staaten     | 269,57 | 8  | 093,10 | 7  | 176,47 |
| 8                              | Michail Koljada            | Russland               | 257,47 | 7  | 093,28 | 9  | 164,19 |
| 9                              | Kevin Reynolds             | Kanada                 | 253,84 | 12 | 084,44 | 8  | 169,40 |
| 10                             | Oleksij Bytschenko         | Israel                 | 245,96 | 11 | 085,28 | 12 | 160,68 |
| 11                             | Maxim Kowtun               | Russland               | 245,84 | 10 | 089,38 | 14 | 156,46 |
| 12                             | Misha Ge                   | Usbekistan             | 243,45 | 16 | 079,91 | 10 | 163,54 |
| 13                             | Moris Qwitelaschwili       | Georgien               | 239,24 | 19 | 076,34 | 11 | 162,90 |
| 14                             | Deniss Vasiļjevs           | Lettland               | 239,00 | 14 | 081,73 | 13 | 157,27 |
| 15                             | Brendan Kerry              | Australien             | 236,24 | 13 | 083,11 | 15 | 153,13 |
| 16                             | Denis Ten                  | Kasachstan             | 234,31 | 9  | 090,18 | 20 | 144,13 |
| 17                             | Chafik Besseghier          | Frankreich             | 230,13 | 17 | 078,82 | 16 | 151,31 |
| 18                             | Michal Březina             | Tschechien             | 226,26 | 15 | 080,02 | 18 | 146,24 |
| 19                             | Keiji Tanaka               | Japan                  | 222,34 | 22 | 073,45 | 17 | 148,89 |
| 20                             | Paul Fentz                 | Deutschland            | 217,91 | 20 | 073,89 | 22 | 144,02 |
| 21                             | Jorik Hendrickx            | Belgien                | 214,02 | 21 | 073,68 | 21 | 140,34 |
| 22                             | Julian Zhi Jie Yee         | Malaysia               | 213,99 | 23 | 069,74 | 19 | 144,25 |
| 23                             | Alexander Majorov          | Schweden               | 205,04 | 18 | 077,23 | 23 | 127,81 |
| 24                             | Michael Christian Martinez | Philippinen            | 196,79 | 24 | 069,32 | 24 | 127,47 |
| Nicht für die Kür qualifiziert |                            |                        |        |    |        |    |        |
| 25                             | Iwan Pawlow                | Ukraine                | 069,26 | 25 | 069,26 | —  | —      |
| 26                             | Kim Jin-seo                | Südkorea               | 068,66 | 26 | 068,66 | —  | —      |
| 27                             | Javier Raya                | Spanien                | 066,88 | 27 | 066,88 | —  | —      |
| 28                             | Stéphane Walker            | Schweiz                | 064,04 | 28 | 064,04 | —  | —      |
| 29                             | Igor Reznichenko           | Polen                  | 063,88 | 29 | 063,88 | —  | —      |
| 30                             | Matteo Rizzo               | Italien                | 063,14 | 30 | 063,14 | —  | —      |
| 31                             | Graham Newberry            | Vereinigtes Königreich | 062,04 | 31 | 062,04 | —  | —      |
| 32                             | Chih-I Tsao                | Chinesisch Taipeh      | 061,52 | 32 | 061,52 | —  | —      |
| 33                             | Valtter Virtanen           | Finnland               | 059,45 | 33 | 059,45 | —  | —      |
| 34                             | Nicholas Vrdoljak          | Kroatien               | 057,28 | 34 | 057,28 | —  | —      |
| 35                             | Slawik Hajrapetjan         | Armenien               | 057,14 | 35 | 057,14 | —  | —      |
| 36                             | Larry Loupolover           | Aserbaidschan          | 038,97 | 36 | 038,97 | —  | —      |

Das Kurzprogramm war das technisch hochwertigste der Eiskunstlaufgeschichte. So wurden insgesamt 27 vierfache Sprünge versucht, wobei sieben Herren je zwei Vierfachsprünge zeigten. Acht Läufer übertrafen die 90-Punkte-Marke und drei die 100-Punkte-Marke. 
Titelverteidiger Javier Fernández gewann das Kurzprogramm mit persönlicher Bestleistung von 109,05 Punkten. Außer ihm durchbrachen auch Shōma Uno und Patrick Chan dank persönlicher Bestleistungen die 100-Punkte-Marke. Noch in Reichweite der ersten drei lagen die sprungstarken Nathan Chen und Jin Boyang sowie Olympiasieger Yuzuru Hanyū.
In die Kür ging letztgenannter als erster der letzten Gruppe und zeigte eine fehlerfreie Kür, die mit einer Bewertung von 223,20 Punkten einen neuen Weltrekord bedeutete. Trotz Vorsprung auf Hanyū gelang es keinem mehr, dem Japaner seinen zweiten WM-Titel zu streitig zu machen. Nahekam ihm jedoch Landsmann Shōma Uno, der mit Silber seine erste WM-Medaille erringen konnte. Bronze gewann wie im Vorjahr der Chinese Jin Boyang. Der mit Spannung erwartete Auftritt des US-Meisters Nathan Chen endete mit einem Rekord von sechs versuchten Vierfachsprüngen. Zwei davon konnte er allerdings nicht landen, sodass es am Ende nicht zu einer Medaille reichte. Auch Patrick Chan und Javier Fernández unterliefen zu viele Fehler, um ihren Podiumsplatz zu verteidigen.
Insgesamt wurden 47 Vierfachsprünge von den Teilnehmern der Kür versucht. Drei Läufer erreichten mit ihrer Kür die 200-Punkte-Marke, Shōma Uno und Jin Boyang zum ersten Mal in ihrer Karriere. Im Gesamtklassement übertrafen die ersten vier Läufer die 300-Punkte-Marke, auch diesbezüglich gelang dies Shōma Uno und Jin Boyang erstmals.

### Damen
| Platz                          | Sportlerin                | Land                   | Pkt.   | KP | KP    | K  | K      |
| ------------------------------ | ------------------------- | ---------------------- | ------ | -- | ----- | -- | ------ |
| 1                              | Jewgenija Medwedewa       | Russland               | 233,41 | 1  | 79,01 | 1  | 154,40 |
| 2                              | Kaetlyn Osmond            | Kanada                 | 218,13 | 2  | 75,98 | 2  | 142,15 |
| 3                              | Gabrielle Daleman         | Kanada                 | 213,52 | 3  | 72,19 | 3  | 141,33 |
| 4                              | Karen Chen                | Vereinigte Staaten     | 199,29 | 5  | 69,98 | 6  | 129,31 |
| 5                              | Mai Mihara                | Japan                  | 197,88 | 15 | 59,59 | 4  | 138,29 |
| 6                              | Carolina Kostner          | Italien                | 196,83 | 8  | 66,33 | 5  | 130,50 |
| 7                              | Ashley Wagner             | Vereinigte Staaten     | 193,54 | 7  | 69,04 | 10 | 124,50 |
| 8                              | Marija Sotskowa           | Russland               | 192,20 | 6  | 69,76 | 11 | 122,44 |
| 9                              | Elisabet Tursynbajewa     | Kasachstan             | 191,99 | 10 | 65,48 | 8  | 126,51 |
| 10                             | Choi Da-bin               | Südkorea               | 191,11 | 11 | 62,66 | 7  | 128,45 |
| 11                             | Wakaba Higuchi            | Japan                  | 188,05 | 9  | 65,87 | 12 | 122,18 |
| 12                             | Mariah Bell               | Vereinigte Staaten     | 187,23 | 13 | 61,02 | 9  | 126,21 |
| 13                             | Anna Pogorilaja           | Russland               | 183,37 | 4  | 71,52 | 15 | 111,85 |
| 14                             | Li Xiangning              | Volksrepublik China    | 175,37 | 16 | 58,28 | 13 | 117,09 |
| 15                             | Loena Hendrickx           | Belgien                | 172,82 | 17 | 57,54 | 14 | 115,28 |
| 16                             | Rika Hongo                | Japan                  | 169,83 | 12 | 62,55 | 18 | 107,28 |
| 17                             | Nicole Rajičová           | Slowakei               | 165,55 | 18 | 57,08 | 16 | 108,47 |
| 18                             | Laurine Lecavelier        | Frankreich             | 162,99 | 22 | 55,49 | 17 | 107,50 |
| 19                             | Nicole Schott             | Deutschland            | 161,41 | 24 | 54,83 | 19 | 106,58 |
| 20                             | Ivett Tóth                | Ungarn                 | 160,77 | 14 | 61,00 | 21 | 099,77 |
| 21                             | Li Zijun                  | Volksrepublik China    | 159,80 | 20 | 56,30 | 20 | 103,50 |
| 22                             | Angelīna Kučvaļska        | Lettland               | 155,02 | 21 | 55,92 | 22 | 099,10 |
| 23                             | Anastassia Galustjan      | Armenien               | 153,47 | 23 | 55,20 | 23 | 098,27 |
| 24                             | Kailani Craine            | Australien             | 152,94 | 19 | 56,97 | 24 | 095,97 |
| Nicht für die Kür qualifiziert |                           |                        |        |    |       |    |        |
| 25                             | Yu Shuran                 | Singapur               | 52,87  | 25 | 52,87 | —  | —      |
| 26                             | Joshi Helgesson           | Schweden               | 52,07  | 26 | 52,07 | —  | —      |
| 27                             | Helery Hälvin             | Estland                | 51,94  | 27 | 51,94 | —  | —      |
| 28                             | Amy Lin                   | Chinesisch Taipeh      | 51,86  | 28 | 51,86 | —  | —      |
| 29                             | Emmi Peltonen             | Finnland               | 50,74  | 29 | 50,74 | —  | —      |
| 30                             | Isadora Williams          | Brasilien              | 50,65  | 30 | 50,65 | —  | —      |
| 31                             | Kerstin Frank             | Österreich             | 50,54  | 31 | 50,54 | —  | —      |
| 32                             | Natasha McKay             | Vereinigtes Königreich | 50,10  | 32 | 50,10 | —  | —      |
| 33                             | Yasmine Kimiko Yamada     | Schweiz                | 47,86  | 33 | 47,86 | —  | —      |
| 34                             | Anne Line Gjersem         | Norwegen               | 46,99  | 34 | 46,99 | —  | —      |
| 35                             | Anna Chnytschenkowa       | Ukraine                | 46,98  | 35 | 46,98 | —  | —      |
| 36                             | Daša Grm                  | Slowenien              | 46,63  | 36 | 46,63 | —  | —      |
| 37                             | Michaela Lucie Hanzlíková | Tschechien             | 32,21  | 37 | 32,21 | —  | —      |

Jewgenija Medwedewa verteidigte mit großem Vorsprung ihren Titel aus dem Vorjahr. Sie ist damit die erste Russin, der die Titelverteidigung im Eiskunstlauf der Damen gelang. Die letzte Titelverteidigung überhaupt hatte Michelle Kwan im Jahr 2001 geschafft. Überraschend konnten sich die Kanadierinnen Kaetlyn Osmond und Gabrielle Daleman mit Silber und Bronze ihre ersten Medaillen bei Weltmeisterschaften sichern. Es war das erste Mal in der Geschichte, dass zwei Kanadierinnen auf dem Podium standen.

### Paare
| Platz                          | Sportler                                    | Land                   | Pkt.   | KP | KP    | K  | K      |
| ------------------------------ | ------------------------------------------- | ---------------------- | ------ | -- | ----- | -- | ------ |
| 1                              | Sui Wenjing / Han Cong                      | Volksrepublik China    | 232,06 | 1  | 81,23 | 1  | 150,83 |
| 2                              | Aljona Savchenko / Bruno Massot             | Deutschland            | 230,30 | 2  | 79,84 | 2  | 150,46 |
| 3                              | Jewgenija Tarassowa / Wladimir Morosow      | Russland               | 219,03 | 3  | 79,37 | 4  | 139,66 |
| 4                              | Yu Xiaoyu / Zhang Hao                       | Volksrepublik China    | 211,51 | 4  | 75,23 | 5  | 136,28 |
| 5                              | Xenija Stolbowa / Fjodor Klimow             | Russland               | 206,72 | 13 | 65,69 | 3  | 141,03 |
| 6                              | Ljubow Iljuschetschkina / Dylan Moscovitch  | Kanada                 | 206,19 | 6  | 73,14 | 8  | 133,05 |
| 7                              | Meagan Duhamel / Eric Radford               | Kanada                 | 206,06 | 7  | 72,67 | 7  | 133,39 |
| 8                              | Vanessa James / Morgan Ciprès               | Frankreich             | 204,68 | 10 | 70,10 | 6  | 134,58 |
| 9                              | Valentina Marchei / Ondřej Hotárek          | Italien                | 203,92 | 9  | 71,04 | 9  | 132,88 |
| 10                             | Alexa Scimeca Knierim / Chris Knierim       | Vereinigte Staaten     | 202,37 | 8  | 72,17 | 11 | 130,20 |
| 11                             | Julianne Séguin / Charlie Bilodeau          | Kanada                 | 198,21 | 12 | 66,31 | 10 | 131,90 |
| 12                             | Natalja Sabijako / Alexander Enbert         | Russland               | 192,54 | 5  | 74,26 | 13 | 118,28 |
| 13                             | Nicole Della Monica / Matteo Guarise        | Italien                | 192,02 | 11 | 70,08 | 12 | 121,94 |
| 14                             | Anna Dušková / Martin Bidař                 | Tschechien             | 179,70 | 15 | 63,36 | 14 | 116,34 |
| 15                             | Ryom Tae-ok / Kim Ju-sik                    | Nordkorea              | 169,65 | 14 | 64,52 | 15 | 105,13 |
| 16                             | Jekaterina Alexandrowskaja / Harley Windsor | Australien             | 164,10 | 16 | 62,03 | 16 | 102,07 |
| Nicht für die Kür qualifiziert |                                             |                        |        |    |       |    |        |
| 17                             | Sumire Suto / Francis Boudreau-Audet        | Japan                  | 61,70  | 17 | 61,70 | —  | —      |
| 18                             | Miriam Ziegler / Severin Kiefer             | Österreich             | 61,01  | 18 | 61,01 | —  | —      |
| 19                             | Minerva Fabienne Hase / Nolan Seegert       | Deutschland            | 59,76  | 19 | 59,76 | —  | —      |
| 20                             | Haven Denney / Brandon Frazier              | Vereinigte Staaten     | 56,23  | 20 | 56,23 | —  | —      |
| 21                             | Lana Petranović / Antonio Souza-Kordeiru    | Kroatien               | 52,83  | 21 | 52,83 | —  | —      |
| 22                             | Goda Butkutė / Nikita Ermolaev              | Litauen                | 52,49  | 22 | 52,49 | —  | —      |
| 23                             | Tatiana Danilova / Mikalai Kamianchuk       | Belarus                | 51,79  | 23 | 51,79 | —  | —      |
| 24                             | Daria Beklemisheva / Márk Magyar            | Ungarn                 | 45,96  | 24 | 45,96 | —  | —      |
| 25                             | Emilia Simonen / Matthew Penasse            | Finnland               | 45,49  | 25 | 45,49 | —  | —      |
| 26                             | Zoe Jones / Christopher Boyadji             | Vereinigtes Königreich | 44,33  | 26 | 44,33 | —  | —      |
| 27                             | Lola Esbrat / Andrei Novoselov              | Frankreich             | 43,78  | 27 | 43,78 | —  | —      |
| 28                             | Ioulia Chtchetinina / Noah Scherer          | Schweiz                | 40,50  | 28 | 40,50 | —  | —      |

### Eistanz
| Platz                  | Sportler                                     | Land                   | Pkt.   | KT | KT    | K  | K      |
| ---------------------- | -------------------------------------------- | ---------------------- | ------ | -- | ----- | -- | ------ |
| 1                      | Tessa Virtue / Scott Moir                    | Kanada                 | 198,62 | 1  | 82,43 | 2  | 116,19 |
| 2                      | Gabriella Papadakis / Guillaume Cizeron      | Frankreich             | 196,04 | 1  | 76,89 | 1  | 119,15 |
| 3                      | Maia Shibutani / Alex Shibutani              | Vereinigte Staaten     | 185,18 | 5  | 74,88 | 4  | 110,30 |
| 4                      | Kaitlyn Weaver / Andrew Poje                 | Kanada                 | 184,81 | 6  | 74,84 | 6  | 109,97 |
| 5                      | Jekaterina Bobrowa / Dmitri Solowjow         | Russland               | 184,06 | 8  | 73,54 | 3  | 110,52 |
| 6                      | Anna Cappellini / Luca Lanotte               | Italien                | 183,73 | 7  | 73,70 | 5  | 110,03 |
| 7                      | Madison Chock / Evan Bates                   | Vereinigte Staaten     | 182,04 | 4  | 76,25 | 8  | 105,79 |
| 8                      | Piper Gilles / Paul Poirier                  | Kanada                 | 178,99 | 9  | 72,83 | 7  | 106,16 |
| 9                      | Madison Hubbell / Zachary Donohue            | Vereinigte Staaten     | 177,70 | 3  | 76,53 | 10 | 101,17 |
| 10                     | Alexandra Stepanowa / Iwan Bukin             | Russland               | 174,70 | 10 | 69,07 | 9  | 105,63 |
| 11                     | Charlène Guignard / Marco Fabbri             | Italien                | 165,68 | 11 | 67,56 | 11 | 098,12 |
| 12                     | Isabella Tobias / Ilja Tkatschenko           | Israel                 | 162,63 | 12 | 66,27 | 12 | 096,36 |
| 13                     | Laurence Fournier Beaudry / Nikolaj Sørensen | Dänemark               | 159,53 | 13 | 66,05 | 14 | 093,48 |
| 14                     | Natalia Kaliszek / Maksym Spodyriev          | Polen                  | 157,15 | 15 | 63,37 | 13 | 093,78 |
| 15                     | Oleksandra Nasarowa / Maksym Nikitin         | Ukraine                | 155,35 | 14 | 63,86 | 15 | 091,49 |
| 16                     | Wang Shiyue / Liu Xinyu                      | Volksrepublik China    | 150,25 | 18 | 60,77 | 16 | 089,48 |
| 17                     | Alisa Agafonova / Alper Uçar                 | Türkei                 | 146,89 | 17 | 60,80 | 17 | 086,09 |
| 18                     | Olivia Smart / Adrià Díaz                    | Spanien                | 145,61 | 16 | 60,93 | 19 | 084,68 |
| 19                     | Kavita Lorenz / Joti Polizoakis              | Deutschland            | 142,86 | 20 | 57,10 | 18 | 085,76 |
| 20                     | Yura Min / Alexander Gamelin                 | Südkorea               | 136,71 | 19 | 57,47 | 20 | 079,24 |
| Kürtanz nicht erreicht |                                              |                        |        |    |       |    |        |
| 21                     | Marie-Jade Lauriault / Romain Le Gac         | Frankreich             | 56,43  | 21 | 56,43 | —  | —      |
| 22                     | Lilah Fear / Lewis Gibson                    | Vereinigtes Königreich | 54.82  | 22 | 54.82 | —  | —      |
| 23                     | Kana Muramoto / Chris Reed                   | Japan                  | 54,68  | 23 | 54,68 | —  | —      |
| 24                     | Cecilia Törn / Jussiville Partanen           | Finnland               | 52,22  | 24 | 52,22 | —  | —      |
| 25                     | Tina Karapetjan / Simon Proulx-Sénécal       | Armenien               | 51,39  | 25 | 51,39 | —  | —      |
| 26                     | Nicole Kuzmichová / Alexandr Sinicyn         | Tschechien             | 51,02  | 26 | 51,02 | —  | —      |
| 27                     | Viktoria Kavaliova / Yurii Bieliaiev         | Belarus                | 49,73  | 27 | 49,73 | —  | —      |
| 28                     | Lorenza Alessandrini / Pierre Souquet        | Frankreich             | 49,51  | 28 | 49,51 | —  | —      |
| 29                     | Olga Jakushina / Andrey Nevskiy              | Lettland               | 48,26  | 29 | 48,26 | —  | —      |
| 30                     | Taylor Tran / Saulius Ambrulevičius          | Litauen                | 46,14  | 30 | 46,14 | —  | —      |
| 31                     | Anastasia Galyeta / Avidan Brown             | Aserbaidschan          | 45,58  | 31 | 45,58 | —  | —      |
| 32                     | Tatiana Kozmava / Oleksii Shumskyi           | Georgien               | 42,71  | 32 | 42,71 | —  | —      |